# キャリー・ラヴ
『キャリー・ラヴ』は、日本のロックバンド・ゴダイゴのシングル。1983年9月1日リリース。

## 解説
- AGFブレンディ・CMイメージソング。
- シングル盤の「キャリー・ラヴ」は、アルバム「フラワー」収録版とはバージョンが異なり、パーカッションの音が強調されている。[1]
- 両曲とも英語詩のシングルは、「モンキー・マジック」以来で、ゴダイゴ作品を数々作詞してきた奈良橋陽子単独での作詞は、これ以降ない。
- 1985年にインターミッション（活動休止）する際の、最後のシングル。
- ゴダイゴとして、7インチレコードでの発売も、最後のシングル。

## 収録曲
※ 作詞：奈良橋陽子、作曲：タケカワユキヒデ（ジャケットには、珍しく漢字名の武川行秀で記載されている）、編曲：ミッキー吉野
1. CARRY LOVE～キャリー・ラヴ～ - 4:00
2. FOLLOW～フォロー～ - 4:08